# Serra do Amolar

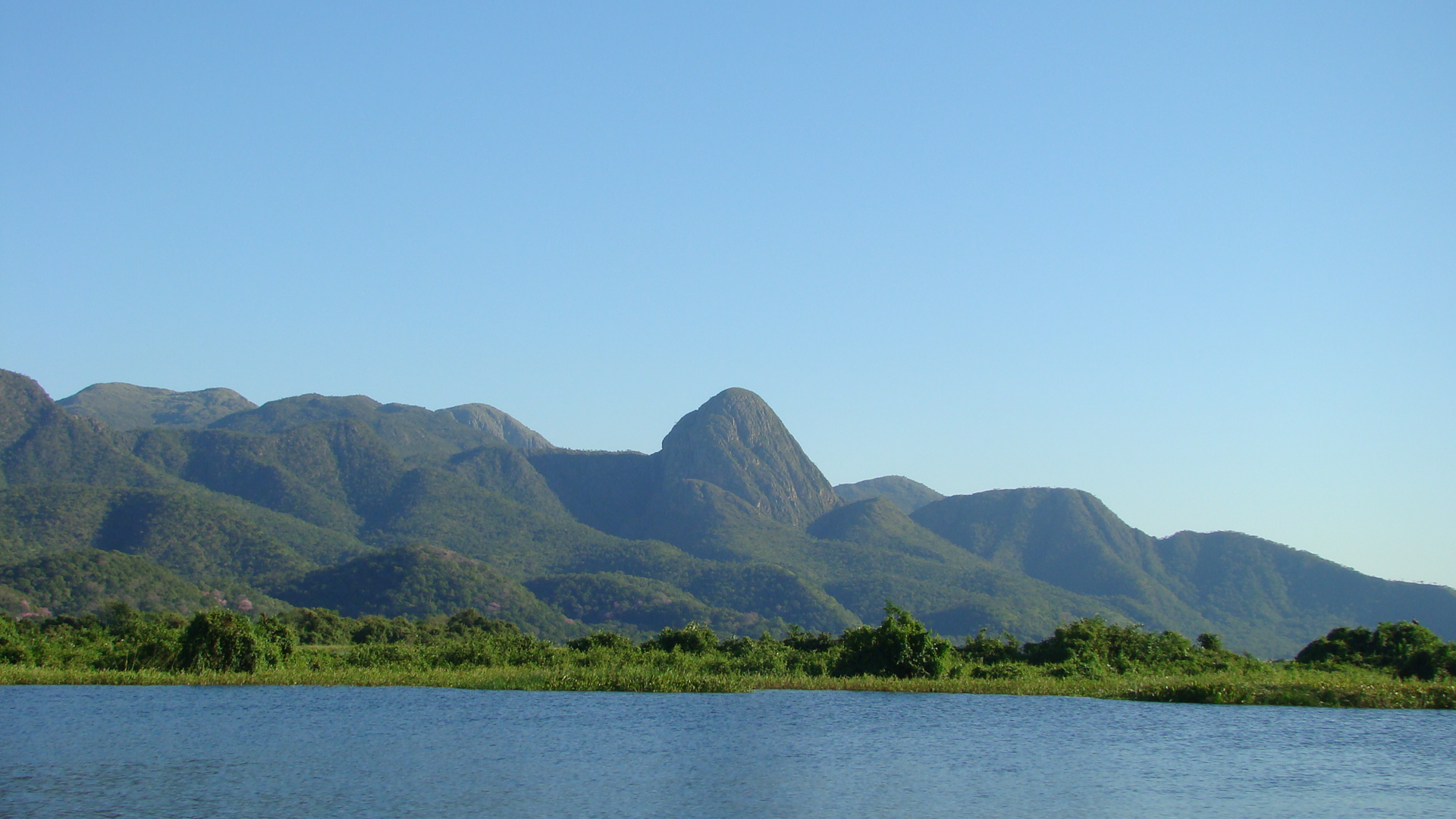
A Serra do Amolar

Serra do Amolar é uma região montanhosa localizada no Pantanal brasileiro, principalmente no estado de Mato Grosso do Sul, próximo à fronteira com a Bolívia. Esta serra é parte importante do bioma pantaneiro e se destaca por sua biodiversidade e pela importância ecológica.
A região é rica em fauna e flora, abrigando diversas espécies de plantas e animais, muitas das quais são endêmicas ou estão ameaçadas de extinção. É um importante refúgio para espécies típicas do Pantanal. A Serra do Amolar desempenha um papel crucial na regulação hídrica do Pantanal. Suas nascentes e rios contribuem para a manutenção do equilíbrio hídrico da região, que é essencial para o funcionamento do ecossistema pantaneiro.
Devido à sua importância ecológica e à pressão de atividades humanas como a pecuária e o desmatamento, a Serra do Amolar tem sido foco de esforços de conservação. Existem unidades de conservação e projetos de preservação que visam proteger a biodiversidade e os recursos hídricos da região.